# Florian Klein
Florian Klein (* 17. November 1986 in Linz) ist ein ehemaliger österreichischer Fußballspieler und mittlerweile TV-Experte bei Fußballübertragungen für den österreichischen Fernsehsender Servus TV.

## Karriere als Spieler

### Verein
Klein hatte von seinem 7. bis zum 17. Lebensjahr in der Jugendabteilung des LASK gespielt, bevor er 2003/04 beim Stadtrivalen FC Blau-Weiß Linz in der drittklassigen Regionalliga Mitte aktiv war. Zum LASK im Jahre 2004 zurückgekehrt, absolvierte er drei Spielzeiten in der zweitklassigen Ersten Liga und stieg 2007 mit der Mannschaft als Meister in die Bundesliga auf. Bei seinem Bundesligadebüt am 10. Juli 2007 (1. Spieltag) im Heimspiel gegen SK Austria Kärnten erzielte er den Siegtreffer zum 1:0 in der 89. Minute.
Nach Streitigkeiten mit dem Vorstand der Linzer ließ Klein seinen Vertrag 2009 auslaufen und unterschrieb für die Folgesaison bei FK Austria Wien. Vom 19. Juli 2009 (1. Spieltag) bis 17. Mai 2012 (36. Spieltag) bestritt er 105 Bundesligaspiele und erzielte sechs Tore. Zu Saisonbeginn 2012/13 wechselte er zum Doublegewinner FC Red Bull Salzburg, für den er nach einigen Anfangsschwierigkeiten regelmäßig von Beginn an spielte und in seiner Premierensaison für den Verein 20 Mal zum Einsatz kam.

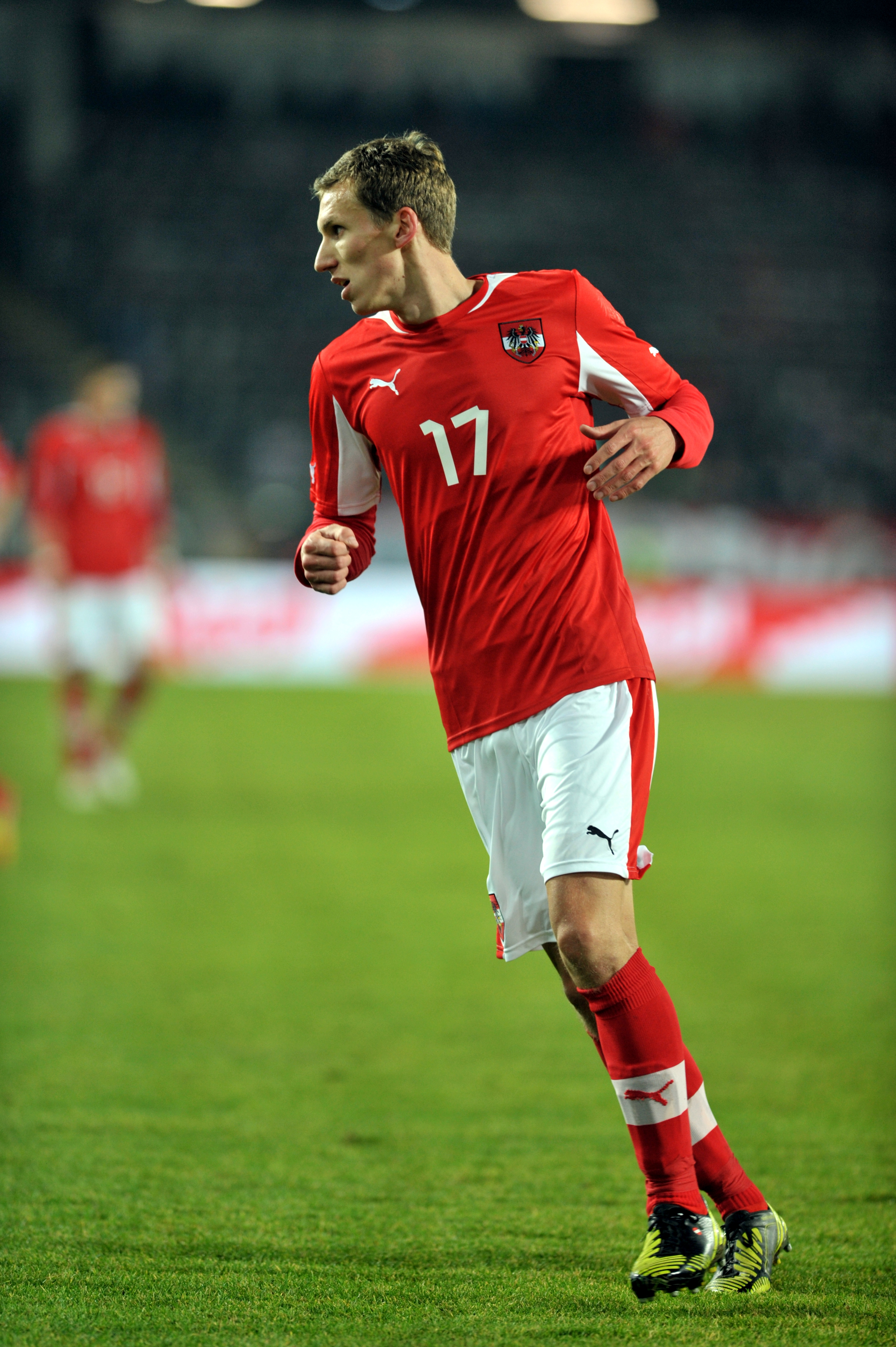
Florian Klein im Trikot der Nationalmannschaft (2013)

Zur Saison 2014/15 wechselte Klein zum deutschen Bundesligisten VfB Stuttgart, für den er am 24. August 2014 (1. Spieltag) beim 1:1 im Auswärtsspiel gegen Borussia Mönchengladbach debütierte und am 18. Oktober 2014 (8. Spieltag) beim 3:3 im Heimspiel gegen Bayer 04 Leverkusen mit dem Treffer zum 2:3 in der 67. Minute sein erstes Bundesligator erzielte. Auch nach dem Abstieg des VfB Stuttgart im Jahr 2016 blieb er dem Verein treu. Nachdem er mit dem VfB direkt wieder aufstieg, wurde sein am Saisonende 2016/17 abgelaufener Vertrag nicht verlängert.
Im August 2017 kehrte er zu Austria Wien zurück, wo er einen bis Juni 2020 gültigen Vertrag erhielt. In drei Spielzeiten kam Klein zu 82 Bundesligaeinsätzen für die Austria. Nach seinem Vertragsende verließ er den Verein wieder. Nach einem halben Jahr ohne Verein beendete er im Februar 2021 seine Karriere als Aktiver.

### Nationalmannschaft
Nachdem Klein fünf Länderspiele für die U-19- und 23 für die U-21-Nationalmannschaft (drei Tore) absolviert hatte, gab er am 19. Mai 2010 sein Debüt in der A-Nationalmannschaft, die in Klagenfurt das Test-Länderspiel gegen die kroatische Auswahl mit 0:1 verlor. Im Herbst 2015 qualifizierte er sich mit der Nationalmannschaft für die Teilnahme an der EM-Endrunde 2016 in Frankreich; die erste Teilnahme einer österreichischen Nationalmannschaft an einer EM-Endrunde nach sportlicher Qualifikation. Er wurde in das EM-Aufgebot Österreichs aufgenommen und stand in allen drei Partien der Gruppenphase in der Stammelf. Er gehörte zu den Spielern, die alle Begegnungen über die volle Spielzeit absolvierten. Danach schied das Team als Gruppenletzter aus.

## Karriere als TV-Experte
Seit der Saison 2021/2022 ist Florian Klein als TV-Experte bei Servus TV im Einsatz. Er analysiert dort Partien der UEFA Europa League. und der österreichischen Fußballnationalmannschaft.

## Erfolge
- Österreichischer Meister 2014
- Österreichischer Cupsieger 2014
- Deutscher Zweitligameister 2017

## Privates
Klein hat einen Bruder namens Matthias. Er ist verheiratet und Vater von zwei Söhnen (* 2009 und * 2012).